# Marek Garmulewicz
Marek Garmulewicz est un lutteur polonais né le 22 janvier 1968.

## Palmarès

### Championnats du monde
- Médaille de bronze en moins de 97 kg en 1999 à Ankara (Turquie).
- Médaille d'argent en moins de 97 kg en 1998 à Téhéran (Iran).

### Championnats d'Europe
- Médaille d'or en moins de 130 kg en 2000 à Budapest (Hongrie).
- Médaille d'argent en moins de 97 kg en 1998 à Bratislava (Slovaquie).
- Médaille d'argent en moins de 97 kg en 1997 à Varsovie (Pologne).
- Médaille d'or en moins de 100 kg en 1996 à Budapest (Hongrie).
- Médaille d'or en moins de 100 kg en 1994 à Rome (Italie).